# Duen kiao duen - 2Moons: The Series
Duen kiao duen - 2Moons: The Series (เดือนเกี้ยวเดือน 2Moons The Series) è una serie televisiva thailandese, adattamento della graphic novel "Duen kiao duen" (เดือนเกี้ยวเดือน) di Chiffon_Cake, trasmessa a partire dal 7 maggio 2017 su One31 (e in latecast su Line TV). 
Prodotta da MOTIVE VILLAGE e Chachi Digital Media (solo per la prima stagione), è di genere Boy Love e vede la formazione di alcuni amori omosessuali in un gruppo di ragazzi universitari. È stata rinnovata per una seconda ed una terza stagione, la cui realizzazione è rimandata momentaneamente per via degli impegni degli attori protagonisti.
Nel 2018, è stata annunciata la realizzazione di un remake prodotta da MOTIVE VILLAGE e Mello Thailand con un cast differente da quello originale a causa di problemi di copyright, ma che avrebbe compreso anche gli eventi degli altri due romanzi.
Cinque dei sei interpreti principali originali (Bas, Kim, Copter, Tae e Tee), dopo la fine delle trasmissioni della prima stagione, hanno anche formato il gruppo musicale SBFIVE.

## Trama
Nelle università thailandesi è tradizione scegliere ogni anno il ragazzo, denominato appunto "luna", e la ragazza, "stella", che, avendo qualità come bellezza, simpatia e intelligenza, possano rappresentare informalmente l'istituto. Dopo aver selezionato una "luna" e una "stella" per facoltà si indice un concorso vero e proprio per eleggere i due vincitori, seppur vengano assegnati ai partecipanti anche altri premi, come quello di popolarità. Nella competizione gli studenti si esibiscono in vere e proprie performance per convincere la giuria, composta da studenti più grandi, e si fanno conoscere raccontandosi brevemente e rispondendo ad alcune domande.
Wayo viene accettato all'università Kantaphat, in facoltà di scienze; nello stesso istituto studia Phana, un ragazzo del secondo anno del quale è sempre stato innamorato, benché non sia mai riuscito a parlargli. Quando Wayo ha la possibilità di diventare la "luna" della sua facoltà, i due cominceranno a passare del tempo assieme visto che lo stesso Phana è stato la "luna" della facoltà di medicina l'anno precedente e deve supervisionare le matricole partecipanti alla competizione. Nonostante inizialmente il forte carattere di Phana rende difficile per Wayo ogni più semplice interazione, i due pian piano si avvicinano sempre di più.
Wayo comincia così a frequentare gli amici di Phana, Beam e Kit; è proprio quest'ultimo che fa improvvisamente innamorare Ming, migliore amico di Wayo, che comincia a corteggiarlo nonostante gli iniziali rifiuti di lui.

## Personaggi e interpreti

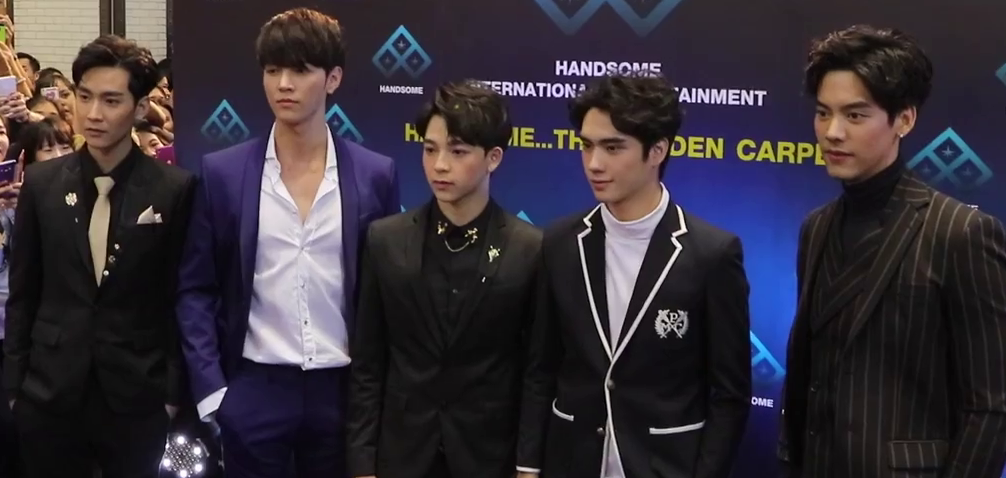
Il cast originale della serie: da sinistra Kim, God, Bas, Tee, Tae e Copter

### Principali
- Wayo (Yo), interpretato da Suradet Piniwat "Bas" (serie originale) e Thirapat Reungritkun "Earth" (remake).
Studente del primo anno di biologia e Luna della Facoltà di Scienze, migliore amico di Ming. È innamorato di Phana da quando era alle medie.
- Phana (Pha), interpretato da Itthipat Thanit "God" (serie originale) e Benjamin Brasier "Ben" (remake).
Studente del secondo anno di medicina, Luna della Facoltà di Medicina e del Campus dell'anno passato, migliore amico di Kit e Beam. È innamorato di Wayo da quando era alle superiori.
- Ming, interpretato da Warodom Khemmonta "Kim" (serie originale) e Archen Aydin "Joong" (remake).
Studente del primo anno di ingegneria, Luna della Facoltà di Ingegneria e del Campus, migliore amico di Wayo. Si innamora a prima vista di Kit e lo corteggia apertamente.
- Kit, interpretato da Panuwat Kerdthongtavee "Copter" (serie originale) e Konchit Boonsatheepakdee "Nine" (remake).
Studente del secondo anno di medicina, migliore amico di Phana e Beam. Quando Ming inizia a corteggiarlo, si accorge di provare dei sentimenti per lui, ma non vuole ammetterlo.
- Forth, interpretato da Darvid Kreepolrerk "Tae" (serie originale) e Naret Promphaophan "Phoom" (remake).
Studente del secondo anno di ingegneria e Luna della Facoltà di Ingegneria dell'anno passato, amico di Phana e mentore di Ming. Si innamora di Wayo, ma nella seconda stagione inizia a provare dei sentimenti per Beam.
- Beam, interpretato da Thanapon Jarujitranon "Tee" (serie originale) e Woranart Ratthanaphast "Dome" (remake).
Studente del secondo anno di medicina, migliore amico di Phana e Kit. Conosciuto per essere un dongiovanni, nella seconda stagione si innamora di Forth.

### Ricorrenti
- Pring, interpretata da Meme Nopparat (serie originale) e Kanyarat Katthiya "Mimi" (remake).
Studentessa del secondo anno di medicina, Stella della Facoltà di Medicina e del Campus dell'anno passato. Prova dei sentimenti per Phana, ma lui la rifiuta.
- Nate, interpretata da Maryann Elizabeth Porter "Mary" (serie originale).
Studentessa del primo anno di scienze e Stella della Facoltà di Scienze, amica di Wayo.
- Kookgai, interpretata da Jayjay Pachtara (serie originale).
Studentessa del primo anno di belle arti, Stella della Facoltà di Belle Arti e del Campus. Ha una cotta per Phana.
- Suthee, interpretato da Phongsathorn Padungktiwong "Green" (serie originale).
Studente del primo anno di medicina e Luna della Facoltà di Medicina.
- Park, interpretato da Sattapong Hongkittikul "Got" (serie originale).
Studente del primo anno di fisica. Prova dei sentimenti per Wayo ed è il rivale di Phana nelle stagioni 2 e 3.

## Episodi
| Stagione        | Episodi | Prima TV |
| --------------- | ------- | -------- |
| Serie originale | 12+1    | 2017     |
| Remake          | 1+12    | 2019     |

L'ultimo episodio della serie originale e il primo episodio del remake sono degli episodi speciali dove il cast si riunisce e parla dei dietro le quinte della serie.

## Colonna sonora

### Serie originale
- Pause - Kae dai pen kon soot tai tee tur kit teung (sigla iniziale)
- Witwisit Hiranyawongkul - Nup neung gun mai (sigla finale ep. 1-3, 9-10, 12 e speciale)
- Meme - Eek krung... Dai mai (sigla finale ep. 4-8)
- Suradet Piniwat - Kon tummadah (Cover Version) (sigla finale ep. 11)
- The Bottom Blues - 1 2 3 4 5 I Love You
- Calories Blah Blah - Yahk roo... tae mai yahk tahm

## Riconoscimenti

### Serie originale
Line TV Awards
- 2018 - Miglior scena di bacio ad Itthipat Thanit e Suradet Piniwat[2]

## Controversie

### Serie originale
Durante la fase di casting, la produzione è stata fortemente criticata online per la scelta di far interpretare i personaggi principali ad attori esclusivamente eterosessuali; il produttore della serie, Yot Kornherun, nonostante sia egli stesso membro della comunità LGBT, ha confermato su Instagram la decisione, dichiarando che "degli attori eterosessuali sono più adatti per i ruoli in questione". Inizialmente era stato considerato per il ruolo di Wayo il modello, youtuber ed attore emergente Kitiwhut Sawutdimilin "Newyear", dichiaratamente omosessuale, scartato in favore di Suradet Piniwat "Bas" nelle fasi finali.